# Virus adenoasociado
Los virus adenoasociados (AAV, por sus siglas en inglés) constituyen un grupo de virus satélite de la familia Parvoviridae y del género Dependovirus. El AAV es un virus muy simple y no autónomo, que contiene ADN lineal de cadena sencilla. El virus requiere la coinfección con adenovirus u otros para replicarse. El AAV está extendido en la población humana pero no está asociado con ninguna enfermedad conocida.
La organización del genoma es extremadamente simple, comprendiendo sólo dos genes:
- rep, que codifica una familia de proteínas superpuestas involucradas en la replicación e integración.
- cap, que codifica una familia de tres proteínas estructurales víricas.

La longitud mínima aceptada para codificar en los genes "rep" y "cap" es de 1 kb y la máxima del genoma nativo es de 4.7 kb ya que este tamaño es el ideal para mantener una función óptima de empaquetamiento. 
Los extremos del genoma comprenden repeticiones terminales (TR) de cerca de 145 nucleótidos. Los AAV de tipo salvaje pueden integrar su ADN en el cromosoma del hospedador en ausencia del virus ayudante. Esta integración puede ocurrir con más frecuencia en regiones del cromosoma 19 y está involucrada la proteína rep.
Los vectores de AAV contienen sólo las secuencias víricas TR que bordean la unidad de transcripción de interés. El único problema parece ser que la longitud del vector ADN no puede exceder mucho de la longitud del genoma viral con 4680 nucleótidos. Generalmente, el desarrollo de vectores AAV es voluminoso y lleva consigo la introducción en la célula hospedadora, no solo del propio vector, sino también de un plásmido que codifica rep y cap para proveer de las funciones de virus ayudante.
La ventaja potencial del vector AAV es que parece capaz de una expresión a largo plazo en células que no se dividen. Los vectores son estructuralmente simples, y pueden de todas formas provocar menos respuesta de la célula hospedadora que del adenovirus.

## Uso en terapia génica
Los AAV reciben ese nombre porque a menudo se encuentran en células que han sido infectadas simultáneamente con adenovirus. Sin embargo, por sí mismo son inofensivos. 
A diferencia de los adenovirus:  
- No estimulan la inflamación en la célula huésped;
- Provocan la respuesta inmune todo o nada;
- Pueden entrar en células que no estén en división;
- Se integran en un único sitio del genoma de su célula huésped, en el cromosoma 19 en humanos;
- Tienen una expresión duradera en el huésped.

Los adenovirus asociados han resultado ser muy novedosos en el campo de la terapia génica. Especialmente porque se integran en el genoma y puede entrar en células en división (a diferencia de los adenovirus).  Además, presenta otras ventajas que le hacen un buen candidato como vector en terapia génica: no causa enfermedades en humanos y no es inmunogénico. Su principal limitación en el presente es que los vectores son difíciles de desarrollar en grandes cantidades, son difíciles de manipular y además, necesitan otros virus durante la coinfección (herpes virus 6). Se están usando en músculo y ojo; últimamente, en cerebro.

## Ciclo viral
El ciclo viral de los vectores virales adenoasociados ocurre en dos formas, fase de latencia o fase de replicación. En condiciones favorables (infección celular con un virus adenovirus) favoreciendo a la formación de la doble cadena y el ciclo lítico. La replicación es favorecida por la maquinaria enzimática celular, produciendo las proteínas necesarias para la generación de la progenie.

## Ventajas
- Su tamaño es de 18-25 nanómetros (nm).
- Expresión persistente.
- Transduce gran variedad de células.
- Evade la respuesta inmune celular.

## Tipología
- Virus adenoasociado equino
- Virus adenoasociado aviar
- Virus adenoasociado bovino
- Virus adenoasociado canino
- Virus adenoasociado humano, tipo 1
- Virus adenoasociado humano, tipo 2
- Virus adenoasociado humano, tipo 3
- Virus adenoasociado humano, tipo 4
- Virus adenoasociado de los simios